# Zagrody (Tarnogród)
Pour les articles homonymes, voir Zagrody.
Zagrody (prononciation : [zaˈɡrɔdɨ]) est un village polonais de la gmina de Tarnogród dans le powiat de Biłgoraj de la voïvodie de Lublin dans l'est de la Pologne.

## Histoire
De 1975 à 1998, le village est attaché administrativement à la voïvodie de Zamość.

Depuis 1999, il fait partie de la voïvodie de Lublin.